# Ensemble Prometheus 21
L'Ensemble Prometheus 21 a été fondé en 2007 par le producteur de concerts Frédéric Wolf.
La direction musicale de cet ensemble a été confiée au violoniste Jean-Marc Phillips-Varjabédian ainsi qu'au violoncelliste Raphaël Pidoux, membres du trio Wanderer
Ensemble de Cordes à géométrie variable (quintette à orchestre de chambre), l'Ensemble Prometheus 21 explore le répertoire de la musique classique, romantique et contemporaine, mais également de la musique baroque que les musiciens interprètent sur instruments anciens.
Parmi les membres de l'ensemble, on peut citer des musiciens tels que Christophe Gaugué, alto-solo de l'[Orchestre Philharmonique de Radio-France]
Quelques particularités pour cet ensemble : L'Ensemble se produit sans chef, les musiciens ayant une responsabilité collégiale dans les répétitions. Un certain nombre des 21 membres de Prometheus 21 ont une formation de musique baroque et s'investissent plus particulièrement dans les projets du répertoire baroque. L'Ensemble est une structure à financement entièrement privé.
Frédéric Wolf a créé pour l'Ensemble une résidence d'été : le Festival Musico Beausset, qui est situé au Beausset dans le Var.